# Gertrude Perl
Gertrude Perl (* 26. März 1937 in Wien) ist eine österreichische Politikerin (SPÖ).

## Leben
Nach dem Besuch der Volks- und Hauptschule absolvierte Gertrude Perl von 1951 bis 1953 eine Kaufmännische Wirtschaftsschule. Bereits danach trat sie in die Dienste der SPÖ, als sie 1954 im Sekretariat des Bundes Sozialdemokratischer Akademikerinnen und Akademiker, Intellektueller, Künstlerinnen und Künstler (BSA) eine Anstellung fand. 1973 wurde Perl stellvertretende Generalsekretärin des BSA, 1984 Generalsekretärin.
Ab 1986 saß Perl im Bezirksparteivorstand der SPÖ im Wiener Gemeindebezirk Währing. Auch saß sie ab 1991 im Landesbildungsausschuss der SPÖ Wien.
Im November 1993 wurde sie als Mitglied des Bundesrats vereidigt. In dieser Funktion war sie drei Jahre lang, bis November 1996, tätig.